# Carlos Luquero
Carlos Luquero, (nacido el 3 de mayo de 1947 en  Ávila, Castilla y León) es un exjugador de baloncesto español.

## Trayectoria
Se inicia en el mundo del baloncesto en el Colegio Nuestra Señora del Buen Consejo de Madrid, y en las categorías inferiores del Canoe, equipo donde coincidiría con José Luis Sagi-Vela. En edad juvenil es fichado por la cantera del Real Madrid, donde juega dos años antes de volver al Canoe, después de un año en el histórico equipo madrileño ficha recién cumplidos los 18 años por el Kas, jugando los dos primeros años en Vitoria y después en Bilbao, donde había trasladado la sede el equipo. Después volvería a Vitoria, pero a otro equipo, el Saski Baskonia, donde jugaría 10 años. 

## Internacionalidades
Fue internacional con España en 28 ocasiones
. Participó en los siguientes eventos:
- Juegos Mediterráneos de 1967: 6 posición.
- Eurobasket 1967: 10 posición.